# Dimorphandra wilsonii
Dimorphandra wilsonii är en ärtväxtart som beskrevs av Carlos Toledo Rizzini. Dimorphandra wilsonii ingår i släktet Dimorphandra och familjen ärtväxter. IUCN kategoriserar arten globalt som akut hotad. Inga underarter finns listade i Catalogue of Life.